# 光明乡 (桂阳县)
光明乡，是中华人民共和国湖南省郴州市桂阳县下辖的一个乡镇级行政单位。

## 行政区划
光明乡下辖以下地区：
和平村、玉石村、宜福村、廷山村、麻料村、甘水村、坛烟村、株树村、枫树村、群益村、楼下村、下马村、光明村、茶潦村、沙泉村、泮家村和李白村。